# Estación de Rivas Futura
Rivas Futura es una estación de la línea 9 del Metro de Madrid situada en paralelo a las calles Concepción Arenal y Marie Curie en el nuevo desarrollo urbanístico de Rivas-Vaciamadrid, siendo la única estación de la TFM en tener más de un acceso.

## Historia y características
La estación abrió al público el 11 de julio de 2008, recuperando el servicio entre Rivas-Urbanizaciones y Rivas-Vaciamadrid. 
Permaneció cerrada desde el 4 de agosto de 2018 hasta el 1 de septiembre del mismo año, por obras en la línea.
La estación tenía un horario restringido de acuerdo con el servicio de TFM, cerrando antes que el resto de la red de Metro de Madrid. Dicho horario se eliminó el 1 de enero de 2019, pasando a tener el mismo horario que el resto de la red.

## Accesos
Vestíbulo Rivas Futura
- Concepción Arenal C/ Concepción Arenal (esquina Avda. Aurelio Álvarez)
- Marie Curie C/ Marie Curie (esquina C/ Concepción Arenal). Solo acceso de entrada a la estación
- Ascensor Nivel parking

## Líneas y conexiones

### Metro
| << cabecera                                       | < estación           | línea | estación >        | cabecera >>     |
| ------------------------------------------------- | -------------------- | ----- | ----------------- | --------------- |
| Paco de Lucía Cambio de tren en Puerta de Arganda | Rivas-Urbanizaciones |       | Rivas-Vaciamadrid | Arganda del Rey |

### Autobuses

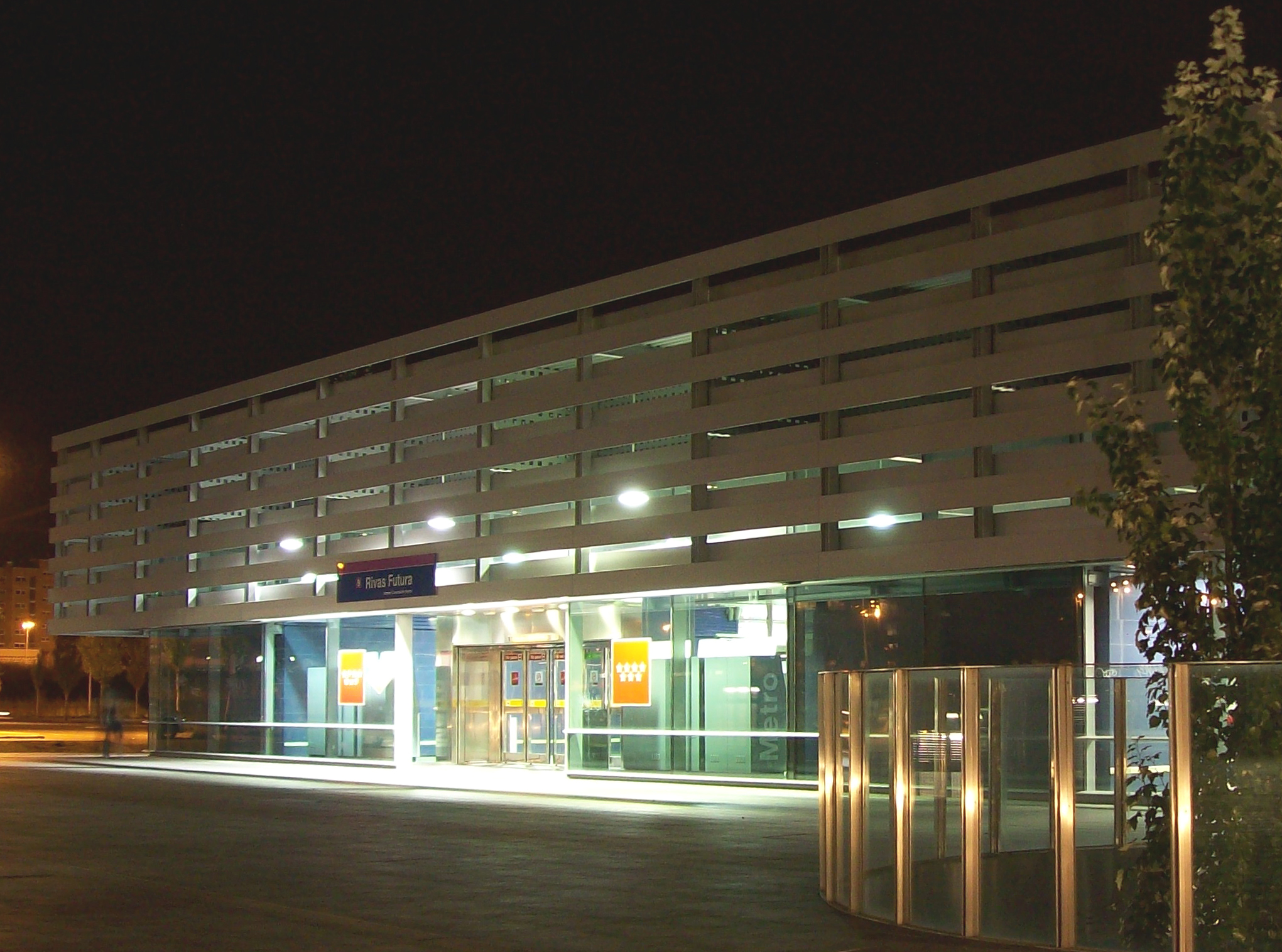
Acceso a la estación.

| Diurnos |                   |                                            |                |
| Línea   | Destino           | Parada                                     | Operador       |
| 1       | Rivas Pueblo      | 18880 Av. Aurelio Alvarez-Est.Rivas Futura | La Veloz, S.A. |
| 1       | Barrio de La Luna | 18881 Av. Aurelio Alvarez-Est.Rivas Futura | La Veloz, S.A. |

| Diurnos   |                                   |                                            |                |
| Línea     | Destino                           | Parada                                     | Operador       |
| 331       | Rivas (Santa Mónica)-Rivas Futura | 18880 Av. Aurelio Alvarez-Est.Rivas Futura | La Veloz, S.A. |
| 331       | Madrid (Conde de Casal)           | 18881 Av. Aurelio Alvarez-Est.Rivas Futura | La Veloz, S.A. |
| 334       | Rivas Futura                      | 20412 Av. José Hierro-Est.Rivas Futura     | La Veloz, S.A. |
| 334       | Madrid (Conde de Casal)           | 20413 Av. José Hierro-Est.Rivas Futura     | La Veloz, S.A. |
| Nocturnos |                                   |                                            |                |
| Línea     | Destino                           | Parada                                     | Operador       |
| N302      | Madrid (Conde de Casal)           | 18880 Av. Aurelio Alvarez-Est.Rivas Futura | La Veloz, S.A. |
| N302      | Rivas Pueblo                      | 18881 Av. Aurelio Alvarez-Est.Rivas Futura | La Veloz, S.A. |